# Rosa glandulicaulis
Rosa glandulicaulis es una especie de planta del género Rosa, de la familia Rosaceae.

## Taxonomía
Rosa glandulicaulis fue descrita por Uyeki en 1953.

## Distribución
Se encuentra en el territorio de Japón.